# Bolothrips icarus
Bolothrips icarus är en insektsart som först beskrevs av Jindřich Uzel 1895.  Bolothrips icarus ingår i släktet Bolothrips och familjen rörtripsar. Arten är reproducerande i Sverige. Inga underarter finns listade i Catalogue of Life.